# 深海带

海洋分层简介

深海带（Abyssal zone）所在的区域为海洋的底部。那里有着数量庞大的底栖动物群。“Abyssal”一词由希腊字ἄβυσσος派生而来，含意是深不见底。深海带处于海洋4000米至6000米的位置（13,123至19685英尺），其总面积在5亿平方公里以上。雖然这里的海水盐分含量为35‰，与普通海水无异，但该区域一片黑暗，深不见底，从来没有阳光可以照射至这一区域。
只有这里的“常住居民”（例如：叉齿鱼、乌贼、腔肠动物）才可以抵御住这一水域高达76兆帕（11000磅）的水压。这里的许多生物都拥有重心低的下巴，这有利于在砂中筛选食物。这片水域还有一个特点：这里的终年寒冷，食物匮乏。深海带的水温一般为2°C至3°C（35°F至37°F） 。
深海带的下方是生命活动更加稀少的超深渊带，而深海带上方的区域则是半深海带。这三个区域都属于深海区域。
深海区域也可分为两部分：一部分是弱光区，一部分是无光区。

## 巨大的海沟
深海区域的下方还可能有距离海平面数万英尺的巨大海沟。（如太平洋的马里亚纳海沟）以前仅有“里雅斯特”深海潜水器与由遥控器控制的两艘潜艇“贝子”和“尼利亚”才能够下降到这一深度。 然而，在2012年3月25日，一辆叫做“挑战号”的深海车成功地下降到了35756英尺的深度。